# Cotinga barrada
La cotinga barrada (Pipreola arcuata) és una espècie d'ocell de la família dels cotíngids (Cotingidae). Habita els boscos de les muntanyes de Colòmbia, oest de Veneçuela, oest i est de l'Equador, est del Perú i oest de Bolívia.